# Asaracus
Asaracus is een geslacht van spinnen uit de familie springspinnen (Salticidae).

## Soorten
De volgende soorten zijn bij het geslacht ingedeeld:
- Asaracus megacephalus C. L. Koch, 1846
- Asaracus modestissimus (Caporiacco, 1947)
- Asaracus roeweri Caporiacco, 1947
- Asaracus rufociliatus (Simon, 1902)
- Asaracus semifimbriatus (Simon, 1902)
- Asaracus venezuelicus (Caporiacco, 1955)